# Paroisse de Woodstock
Pour les articles homonymes, voir Woodstock.
La paroisse de Woodstock est à la fois une paroisse civile et un ancien district de services locaux (DSL) canadien du Comté de Carleton, située à l'ouest du Nouveau-Brunswick. Dans le cadre de la réforme de la gouvernance locale du 1er janvier 2023, le territoire du DSL a été réparti entre la ville de Woodstock et le village de Lakeland Ridges.

## Toponyme
La paroisse est nommée ainsi d'après la ville de Woodstock, située à proximité. La ville est probablement nommée ainsi en l'honneur du vicomte Woodstock, 3e duc de Portland, ou en mémoire de la ville de Woodstock en Angleterre ou encore selon un lieu portant le même nom aux États-Unis.

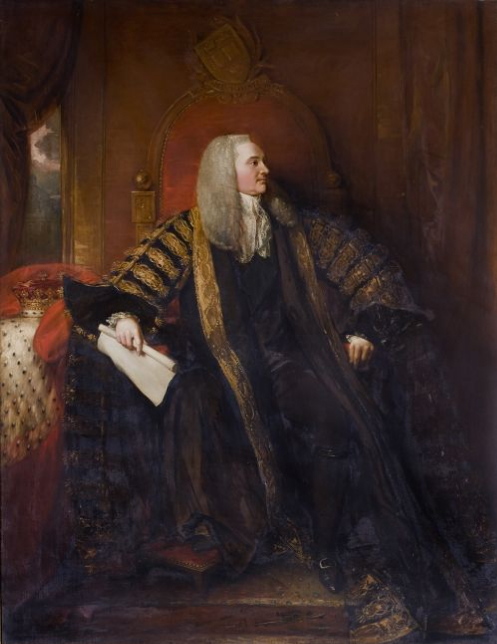
Le vicomte Woodstock.
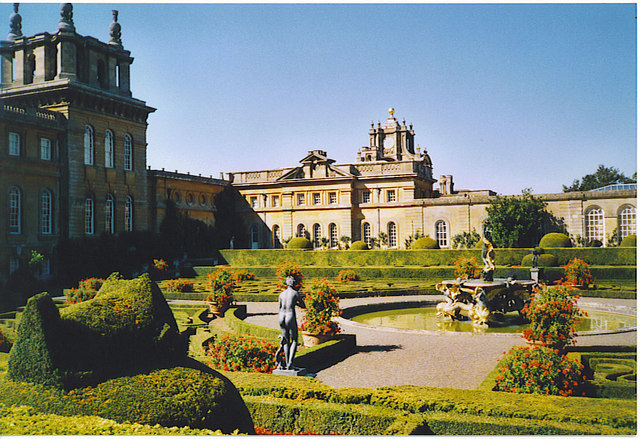
Le palais de Blenheim à Woodstock en Angleterre.

## Géographie

### Situation
La paroisse de Woodstock est située à 102 kilomètres de route à l'ouest de Fredericton, dans la vallée du fleuve Saint-Jean.
La paroisse est limitrophe de la paroisse de Wakefield au nord, de la paroisse de Richmond à l'ouest, du DSL de Benton au sud-ouest, de la paroisse de Canterbury au sud et du village de Meductic au sud-est. La ville de Woodstock ainsi que la réserve indienne de Woodstock 23 sont enclavés dans le nord du territoire. Au-delà du fleuve, à l'est, se trouvent la paroisse de Northampton, le DSL d'Upper and Lower Northampton ainsi que la paroisse de Southampton.
La chute Hayes est située le long du sentier Malécite à l'ouest de Hillman, sur le ruisseau Hayes. Elles ont une hauteur de 20 mètres.

### Villages et hameaux
La paroisse comprend les hameaux de Bedell Settlement, Bulls Creek, Hillman, Lower Woodstock, Mapledale, Oak Mountain, Riceville, Speerville, Springfield, Teeds Mills, Upper Woodstock et Valley.

## Histoire

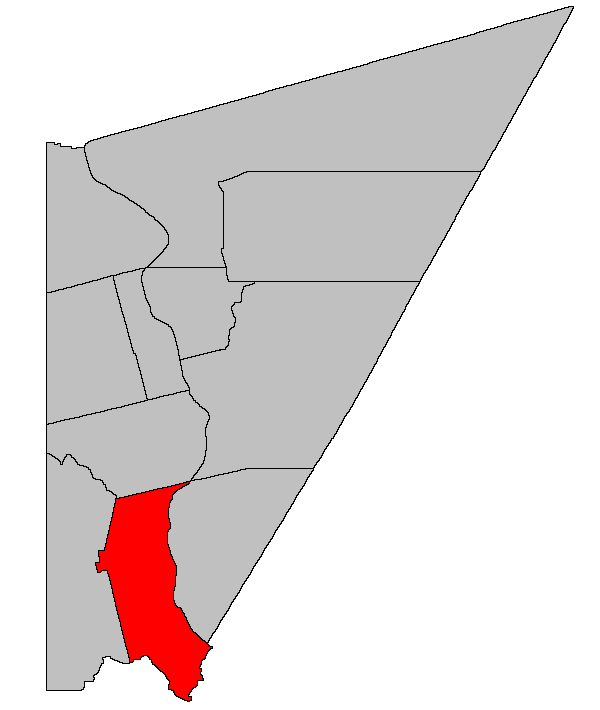
Situation sur une carte des paroisses civiles du comté de Carleton (certains DSL et municipalités ne sont donc pas montrés).

Les rives du fleuve Saint-Jean sont colonisées à partir de 1784 par des soldats démobilisés du régiment loyaliste King's American, en aval de Meductic, ainsi que par la Delancey's Brigade en amont. Le reste du territoire est colonisé surtout par l'expansion de ces premières communautés ou par des Loyalistes originaires de la basse vallée du fleuve.
- 1786: Érection de la paroisse de Woodstock dans le comté d'York[5].

Plymouth est fondé vers 1820 par des Irlandais des Anglais et des Canadiens.
- 1833: Création du comté de Carleton à partir d'une portion du comté d'York, dont la paroisse de Woodstock. Création de la paroisse de Dumfries à partir d'une portion de la paroisse de Woodstock.
- 1853: Création de la paroisse de Richmond à partir d'une portion de la paroisse de Woodstock.

Speerville est fondé vers 1855 dans les mêmes circonstances que Oak Mountain, par des colons originaires de la Nouvelle-Écosse.
- 1856: Constitution de la ville de Woodstock dans le territoire de la paroisse.

L'école élémentaire South Carleton est inaugurée en 1961. La municipalité du comté de Carleton est dissoute en 1966. La paroisse de Woodstock devient un district de services locaux en 1967.
Le 12 mai 2014, les résidents de la paroisse de Woodstock votent à majorité contre le projet de constitution de la communauté rurale de South Carleton avec la paroisse de Northampton, à 383 voix contre et 268 pour.

## Démographie
D'après le recensement de Statistique Canada, il y avait 1977 habitants en 2001, comparativement à 1929 en 1996, soit une hausse de 2,5 %. La paroisse compte 776 logements privés, a une superficie de 197,61 km2 et une densité de population de 10,0 habitants par kilomètre carré.
| 2001  | 2006  | 2011  | 2016  |
| ----- | ----- | ----- | ----- |
| 1 944 | 2 148 | 2 165 | 2 178 |

## Économie
Entreprise Carleton, membre du Réseau Entreprise, a la responsabilité du développement économique. L'économie est basée sur l'agriculture. Il y a une meunerie à Speerville.

## Administration

### Commission de services régionaux
La paroisse de Woodstock fait partie de la Région 12, une commission de services régionaux (CSR) devant commencer officiellement ses activités le 1er janvier 2013. Contrairement aux municipalités, les DSL sont représentés au conseil par un nombre de représentants proportionnel à leur population et leur assiette fiscale. Ces représentants sont élus par les présidents des DSL mais sont nommés par le gouvernement s'il n'y a pas assez de présidents en fonction. Les services obligatoirement offerts par les CSR sont l'aménagement régional, l'aménagement local dans le cas des DSL, la gestion des déchets solides, la planification des mesures d'urgence ainsi que la collaboration en matière de services de police, la planification et le partage des coûts des infrastructures régionales de sport, de loisirs et de culture; d'autres services pourraient s'ajouter à cette liste.

### Représentation et tendances politiques
Nouveau-Brunswick: La paroisse de Woodstock fait partie de la circonscription provinciale de Woodstock, qui est représentée à l'Assemblée législative du Nouveau-Brunswick par David Alward, du Parti progressiste-conservateur. Il fut élu en 1999 puis réélu en 2003, en 2006 et en 2010.
 Canada: La paroisse de Woodstock fait partie de la circonscription électorale fédérale de Tobique—Mactaquac, qui est représentée à la Chambre des communes du Canada par Michael Allen, du Parti conservateur. Il fut élu lors de la 39e élection générale, en 2006, et réélu en 2008.

## Vivre dans la paroisse de Woodstock
L'école élémentaire Southern Carleton de Bedell accueille les élèves de la maternelle à la 5e année. C'est une école publique anglophone faisant partie du district scolaire #14. Elle offre un programme d'immersion française.
Le DSL est inclus dans le territoire du sous-district 10 du district scolaire Francophone Sud. Les écoles francophones les plus proches sont à Fredericton alors que les établissements d'enseignement supérieurs les plus proches sont dans le Grand Moncton.
L'église Christ Church de Lower Woodstock est une église anglicane. Le détachement de la Gendarmerie royale du Canada le plus proche est à Woodstock. Le bureau de poste le plus proche est aussi à Woodstock.
Les anglophones bénéficient des quotidiens Telegraph-Journal, publié à Saint-Jean, et The Daily Gleaner, publié à Fredericton. Ils ont aussi accès au bi-hebdomadaire Bugle-Observer, publié à Woodstock. Les francophones ont accès par abonnement au quotidien L'Acadie nouvelle, publié à Caraquet, ainsi qu'à l'hebdomadaire L'Étoile, de Dieppe.

## Culture

### Personnalités
- James Kidd Flemming (1868-1927), instituteur, homme d'affaires et homme politique, né à Lower Woodstock ;
- Gage Workman Montgomery (1898-1963), avocat et homme politique, né à Bedell Settlement ;
- William Odber Raymond (1853-1923), prêtre et historien, né à Lower Woostock ;
- Joseph William Scott (1867-1918), bûcheron et auteur de chansons, né à Lower Woodstock.